# Трудное счастье
«Трудное счастье» — советский художественный фильм режиссёра Александра Столпера, снятый в 1958 году. Премьера состоялась 27 октября 1958 года. Фильм посвящён Ленинскому комсомолу.

## Сюжет
В годы Гражданской войны, странствуя с табором по степям южной России, цыганенок Коля Нагорный отбился от родных и попал в русскую деревню. Здесь ему предстояло пройти сложный путь и в борьбе обрести своё цыганское счастье и свободу.

## В ролях
- Михаил Козаков — Николай Нагорный
- Валерий Ашуров — Нагорный в детстве
- Виктор Авдюшко — Серёга Гвозденко
- Евгений Леонов — Агафон
- Нина Головина — Катя Ермолина
- Верико Анджапаридзе — бабушка Нагорного
- Антонина Гунченко — Мария
- Николай Луценко — Лукьян
- Олег Ефремов — рыжий парень
- Никита Кондратьев — Тимошка
- Николай Сморчков — Никита
- Раднэр Муратов — цыган дядя Петя
- Виктория Радунская — невеста Агафона
- Виталий Полицеймако — цыганский барон Баро Широ
- Николай Сергеев — деревенский староста Овсей Ермолин
- Николай Бубнов — Туляковский
- Виктор Яковлев — Евграф Нилович Зябликов
- Сергей Шишков — нарядный цыган
- Ольга Петрова — злая цыганка
- Афанасий Кочетков — кулацкий сын
- Павел Шальнов — Пронька
- Геннадий Сергеев — Крамарь
- Николай Сличенко — цыган из табора Лукьяна
- Иван Рыжов — театральный сторож
- Николай Гладков — староста

## Съёмочная группа
- Режиссёр-постановщик: Александр Столпер
- Сценарист: Юрий Нагибин
- Главный оператор: Александр Харитонов
- Художник: Алексей Пархоменко
- Композитор: Николай Крюков